# Julestjerne (Euphorbia pulcherrima)
 For alternative betydninger, se Julestjerne. (Se også artikler, som begynder med Julestjerne)
Julestjerne (Euphorbia pulcherrima) er en prydplante, der oprindeligt kommer fra Mexico, hvor den kan blive 4-5 meter høj. Den oprindelige art er en busk med en kort stamme og åben, udspærret forgrening.
På aztekernes sprog, nahuatl hedder den cuetlaxochitl (= "læderblomst").

## Beskrivelse
Unge planter er delvist sukkulente. De korte grene er først urteagtige og saftige, men de bliver efterhånden træagtige. Barken er først olivengrøn, men den bliver senere gråbrun og sprækker lidt. Knopperne sidder spredtstillet, og de er små og næsten knudeagtige ved siden af de store bladar. Bladene er stilkede med ovalt omrids og let tandet rand. Oversiden er mørkegrøn, mens undersiden er lysegrøn.
Blomstringen går i gang efter en periode med kortere lysindfald end 12 timer (kortdagsplante), og det vil oftest sige i november-december. De egentlige blomster sidder samlet i en kompakt stand af rent hunlige og rent hanlige blomster. De er gulgrønne og uanselige – reduceret til det mindst mulige: de hunlige blomster består kun af frugtknude og griffel, mens de hanlige kun har én enkelt støvbærer. Blomsterne må ikke forveksles med de store, røde højblade, der dannes oppe under blomsterstanden. Frugterne er knudrede, 5-rummede kapsler med mange frø.
Rodsystemet er groft, og unge planter har en fortykket, saftig rod.
Højde x bredde og årlig tilvækst: 4,00 x 4,00 m (40 x 40 cm/år). De dyrkede sorter er dog væsentligt mindre og i øvrigt også mere tæt forgrenede.

## Hjemsted
Julestjerne vokser i Mexico og Guatemala, hvor den er knyttet til løvfældende, tropiske skove og savanner. Arten er desuden naturaliseret i mange andre, tropiske egne.
I biosfærereservatet Calakmul, der ligger på Yucatánhalvøen i den mexicanske delstat Campeche og op ad grænsen til Guatemala findes næsten urørt, højtvoksende, tropisk skov. Den består for en del af løvfældende skov, og det er dér, at Julestjerne vokser sammen med bl.a. agave, almindelig blåkvast, almindelig ildkrone, almindelig papaja, almindelig tobak, tomat, amerikansk bomuld, amerikansk gamagræs, avocado, barbadoskirsebær, Begonia heracleifolia, Bouteloua americana (en art af Moskitogræs), cayennepeber, Celtis iguanaea (en art af nældetræ), Dahlia coccinea, edderkoppeplante, elefantfodyucca, guldregnkassia, gylden allamanda, havebønne, hjertefilodendron, jobståre, julekaktus, kongevin, lægealoe, mexicansk pigvalmue, opret fløjlsblomst, purpurpragtsnerle, ravsilkeplante, svovlgul kosmos, Teucrium cubense (en art af kortlæbe) og ungkarleknap.

## Giftig saft
Som hos alle planter af Vortemælk-familien er saften latexholdig og hvid. Folk med latexallergi skal derfor undgå at få saften på sig. Derimod er planten kun svagt giftig.

## Anvendelse
Julestjerne bliver brugt som prydbusk i mange subtropiske og tropiske lande. I de nordlige egne bruges den som stueplante – især op mod Jul. Sorterne findes i dag i farverne lyserød, rød og cremefarvet.
| Portal | Portal:Botanik |